# Dariusz Dobosz

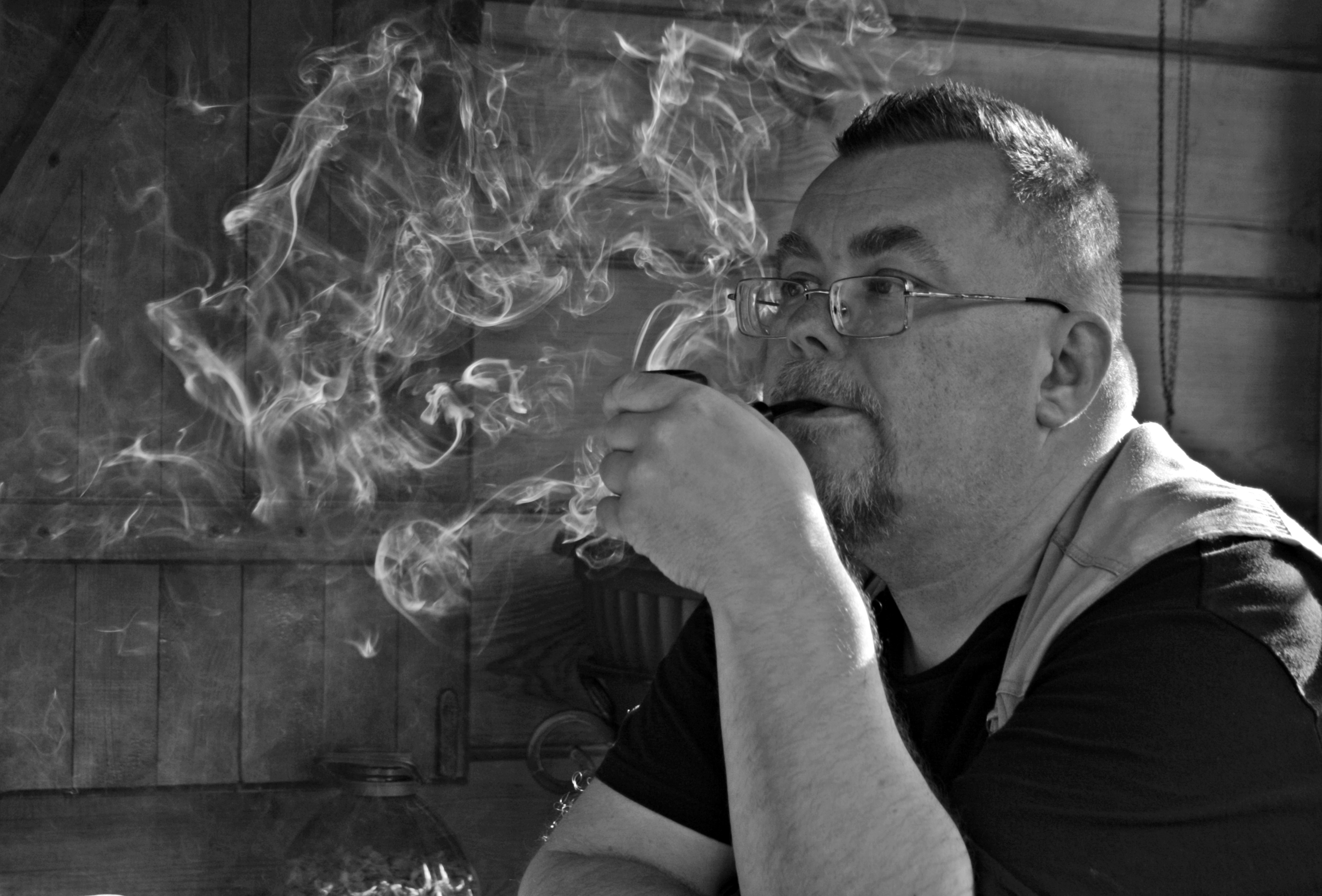
Dariusz Dobosz - dziennikarz motoryzacyjny.

Dariusz Dobosz (ur. 1 lutego 1962 w Wesołej, zm. 29 grudnia 2017 w Warszawie) – polski dziennikarz motoryzacyjny.

## Życiorys
Od początku lat 90. XX wieku związany był z prasą motoryzacyjną, publikując między innymi w takich tytułach jak AMS, Auto+, Auto Bazar, Auto Moto, Auto Moto Technika, Auto Technika Motoryzacyjna, Bezpieczeństwo Ruchu Drogowego, Katalog Samochody Świata, KM/H 24, Moto Express, Moto Gratka, Moto Magazyn, Moto Salon, Motor, Moto Salon Classic, Rzeczoznawca Samochodowy, Samochody Specjalne, Truck Serwis czy Wysokie Obroty. Z redakcją tygodnika Auto Motor Sport związany był w latach 1994–1996, natomiast w latach 1996–1999 był dziennikarzem miesięcznika Auto Sukces. Od 1993 był wieloletnim dziennikarzem miesięcznika Świat Motocykli, gdzie specjalizował się w kwestiach technicznych, zaś od 2004 był także stałym współpracownikiem serwisu motoryzacyjnego motofakty.pl, a od 2008 stałym współpracownikiem Gazety Wyborczej. Współpracował również z telewizją i wydawnictwami specjalistycznymi; dla WOT i TVP3 przy programie Auto Skaner oraz przez wiele lat z TVN i TVN Turbo między innymi przy programach Automaniak, Jednoślad, Mała Armia czy Technoskop. Brał również udział w opiniowaniu pod kątem technicznym publikacji motoryzacyjnych w ramach tzw. recenzji wewnętrznych dla Wydawnictwa Komunikacji i Łączności.
Od 2004 należał do Stowarzyszenia Dziennikarzy Rzeczypospolitej Polskiej.